# Dorcadion brauni
Dorcadion brauni là một loài bọ cánh cứng trong họ Cerambycidae.